# Guo Yudi
Guo Yudi var en kinesisk skådespelare som levde under 1300-talet.
Hon var gift med Tong Guangao, vice direktör för musikbyrån. Hon var berömd inom Zajuteatern och framför allt känd för sina mansroller, där hon spelade banditer och utförde akrobatiska stridsscener. 